# Musheramore
Musheramore är ett berg i republiken Irland.   Det ligger i grevskapet County Cork och provinsen Munster, i den sydvästra delen av landet, 240 km sydväst om huvudstaden Dublin. Toppen på Musheramore är 644 meter över havet. Musheramore ingår i Boggeragh Mountains.
Terrängen runt Musheramore är varierad. Runt Musheramore är det ganska glesbefolkat, med 28 invånare per kvadratkilometer. Närmaste större samhälle är Macroom, 13,1 km söder om Musheramore. Trakten runt Musheramore består i huvudsak av gräsmarker.